# Dariusz Stalmach
Dariusz Piotr Stalmach (ur. 8 grudnia 2005 w Tarnowskich Górach) – polski piłkarz, występujący na pozycji ofensywnego pomocnika w niemieckim klubie 1. FC Magdeburg 